# Eu não Faço a Menor Ideia do que Eu tô Fazendo com a Minha Vida
Eu Não Faço a Menor Ideia do que Eu Tô Fazendo Com a Minha Vida é um filme de drama e comédia de 2013 do diretor Matheus Souza e é estrelado por Clarice Falcão e Rodrigo Pandolfo. O filme conta a história de Clara (Clarice Falcão), que está indecisa em relação às suas escolhas. A jovem está cursando a faculdade de Medicina por pressão familiar e não por vocação. Sem contar para ninguém o que está sentindo, ela passa a matar aulas no período da manhã. Durante essas aventuras matutinas, Clara conhece um rapaz que a ajuda a encontrar um norte para sua vida.
Matheus Souza, diretor e roteirista do filme, custeou a produção com dinheiro de seu próprio bolso O filme foi muito bem recebido pela crítica brasileira.

## Sinopse
Clara (Clarice Falcão) está indecisa em relação às suas escolhas. A jovem está cursando a faculdade de Medicina por pressão familiar e não por vocação. Sem contar para ninguém o que está sentindo, ela passa a matar aulas no período da manhã. Durante essas aventuras matutinas, Clara conhece um rapaz que a ajuda a encontrar um norte para sua vida.

## Elenco
- Clarice Falcão é Clara
- Rodrigo Pandolfo é Guilherme
- Wagner Santisteban como Thiago
- Nelson Freitas como pai de Clara
- Bianca Byington como mãe de Clara
- Daniel Filho como avô de Clara
- Gregório Duvivier como Marcos
- Leandro Hassum como Julio
- Alexandre Nero como Pablo
- Kiko Mascarenhas como André
- Priscilla Rozenbaum como Silvia
- Camila Amado como Inês
- Augusto Madeira como Ricardo
- George Sauma como Felipe
- Christiana Ubach como amiga de Clara
- Leandro Soares como amigo de Clara
- Marcella Rica como Cléo

## Crítica
O filme recebeu boas críticas da parte popular. Bruno Carmelo, do site AdoroCinema, deu duas de cinco estrelas para o filme, dizendo que ele tem como base o existencialismo cool. O filme, que abriu o Festival de Cinema de Gramado, despertou o interesse de Fernando Meirelles e agradou ao público no Palácio dos Festivais. Ganhou também o prêmio do júri popular no Festival do Rio e na Mostra de Cinema de São Paulo.